# T34 (танк)
T34 — американский тяжёлый танк, разработанный в 1945 году на базе тяжёлого танка T30. Серийно не производился, всего был построен один прототип.

## Вооружение
В апреле 1945-го военные дали указание оснастить один из прототипов Т28 120-мм пушкой Т50. Именно эта машина первоначально получила обозначение Т34. Однако после Второй мировой войны работы над Т29 сильно замедлились, так что прототип Т34 не был использован в боевых действиях, но созданные прототипы в дальнейшем использовались для испытаний на полигоне. Позже в том же 1945 году танки Т30, по решению Артиллерийского Департамента США, были оснащены 120 мм орудием Т53. Это орудие обеспечивало начальную скорость для бронебойного снаряда около 1100 м/с, для подкалиберного — 1300м/с позволяя значительно превзойти по бронепробиваемости орудия 105мм Т5Е1 (Т29) и 155мм Т7. Скорострельность орудия — четыре выстрела в минуту. Орудие имело бронепробиваемость 198 миллиметров бронебойным снарядом по гомогенной броне под углом 30 град. от вертикали на дистанции 914 метров (для сравнения показатель бронепробития для бронебойных снарядов Д-25Т при аналогичных условиях составляет 140 мм) и 381 миллиметр подкалиберным по гомогенной броне под углом 30 град. от вертикали. В упор бронепробиваемость бронебойным снарядом была около 258 мм. По расчётным данным бронепробиваемость подкалиберным в упор была бы 512 миллиметров, что для времён второй мировой невероятно много.

## Бронирование кормы башни
У Т34 бронирование абсолютно аналогично Т29 и Т30, но возросшая масса орудия (около 2700 кг) вынудила установить на заднюю часть башни противовес толщиной в 101,6 мм.

## Подвижность
Предполагалось, что на Т34 будет установлен двигатель Ford GAC мощностью 770 лошадиных сил, но пока проект танка развивался, появился новый двигатель Continental AV-1790, он и был установлен на Т34. Мощность этого двигателя была 810 лошадиных сил.

## Закрытие проекта
После окончания Второй Мировой Войны интерес к тяжёлым машинам Т29, Т30 и Т34 упал, началась разработка новых тяжёлых и средних танков, таких как М103 и М46 Patton. Тем более, у Т34 было много проблем, таких как загазованность башни и обратная вспышка при выстреле. Частично эти проблемы удалось решить, но всё же на вооружение танк принят не был.

## В компьютерных играх
Хоть Т34 не был принят на вооружение и не участвовал в боевых действиях, он присутствует на полях сражений в ММО играх World of Tanks и World of Tanks Blitz Blocs в качестве тяжелого премиум-танка 8 уровня. Также он присутствует в ММО игре War Thunder как американский тяжелый танк, а также в ММО игре Ground War: Tanks в качестве тяжелого премиум-танка 8 уровня.